# پاریس می‌تواند منتظر بماند (فیلم)
پاریس می‌تواند منتظر بماند یک فیلم کمدی تولید سال ۲۰۱۶ به نویسندگی، تهیه‌کنندگی و کارگردانی الیانور کاپولا به عنوان اولین کارگردانی روایی از تمام تلاش‌های قبلی خود مستند بوده‌است. در این فیلم الودی ناوار، دایان لین، آلک بالدوین و آرنو ویارد نقش آفرینی کرده‌اند.